# San Francisco, Tecoanapa
San Francisco är en ort i Mexiko.   Den ligger i kommunen Tecoanapa och delstaten Guerrero, i den södra delen av landet, 270 km söder om huvudstaden Mexico City. San Francisco ligger 491 meter över havet och antalet invånare är 1 674.
Terrängen runt San Francisco är kuperad. Runt San Francisco är det ganska tätbefolkat, med 65 invånare per kvadratkilometer. Närmaste större samhälle är Colotepec, 8,4 km nordost om San Francisco. Omgivningarna runt San Francisco är en mosaik av jordbruksmark och naturlig växtlighet.